# Хосе Луїс Марті
Хосе Луїс Марті (ісп. José Luis Martí, нар. 28 квітня 1975, Пальма) — іспанський футболіст, що грав на позиції півзахисника. По завершенні ігрової кар'єри — тренер. 
Виступав, зокрема, за клуби «Севілья» та «Мальорка».
Дворазовий володар Кубка УЄФА. Володар Суперкубка УЄФА. Володар Кубка Іспанії з футболу. 

## Ігрова кар'єра
Народився 28 квітня 1975 року в місті Пальма. Вихованець футбольної школи клубу «Мальорка». У дорослому футболі дебютував 1995 року виступами за другу команду цього ж клубу, в якій провів чотири сезони. 
Згодом з 1999 по 2003 рік грав у складі команд клубів «Мальорка» та «Тенерифе».
Своєю грою за останню команду привернув увагу представників тренерського штабу клубу «Севілья», до складу якого приєднався 2003 року. Відіграв за клуб з Севільї наступні п'ять сезонів своєї ігрової кар'єри. Більшість часу, проведеного у складі «Севільї», був основним гравцем команди. За цей час двічі виборював титул володаря Кубка УЄФА, ставав володарем Суперкубка УЄФА, володарем Кубка Іспанії з футболу.
Протягом 2008 року захищав кольори команди клубу «Реал Сосьєдад».
2008 року повернувся до клубу «Мальорка», за який відіграв 7 сезонів. Граючи у складі «Мальорки» був гравцем основного складу команди. Завершив професійну кар'єру футболіста виступами за команду «Мальорка» у 2015 році.

## Кар'єра тренера
Розпочав тренерську кар'єру відразу ж по завершенні кар'єри гравця, 2015 року, очоливши тренерський штаб клубу «Тенерифе». Пропрацював у клубі до 2018 року. 
В 2019–2020 роках тренував «Депортіво» та «Жирону».
З 2020 по 2021 очолював тренерський штаб клубу «Леганес».
У лютому 2022 року очолив тренерський штаб іспанського «Спортінга» (Хіхон). Проте вже у травні був звільнений.

## Статистика виступів

### Статистика клубних виступів
Станом на березень 2017
| Сезон             | Команда           | Чемпіонат         | Чемпіонат | Чемпіонат | Усього | Усього |
| Сезон             | Команда           | Дивізіон          | Ігор      | Голів     | Ігор   | Голів  |
| ----------------- | ----------------- | ----------------- | --------- | --------- | ------ | ------ |
| 1999–00           | «Мальорка»        | Примера           | 1         | 0         | 1      | 0      |
| 2000–01           | «Тенерифе»        | Сегунда           | 39        | 4         | 39     | 4      |
| 2001–02           | «Тенерифе»        | Примера           | 35        | 0         | 35     | 0      |
| 2002–03           | «Тенерифе»        | Сегунда           | 39        | 2         | 39     | 2      |
| Усього «Тенерифе» | Усього «Тенерифе» | Усього «Тенерифе» | 113       | 6         | 113    | 6      |
| 2003–04           | «Севілья»         | Примера           | 36        | 1         | 36     | 1      |
| 2004–05           | «Севілья»         | Примера           | 32        | 0         | 32     | 0      |
| 2005–06           | «Севілья»         | Примера           | 33        | 1         | 33     | 1      |
| 2006–07           | «Севілья»         | Примера           | 30        | 2         | 30     | 2      |
| 2007-08           | «Севілья»         | Примера           | 9         | 0         | 9      | 0      |
| Усього «Севілья»  | Усього «Севілья»  | Усього «Севілья»  | 140       | 4         | 140    | 4      |
| 2008              | Реал Сосьєдад     | Сегунда           | 22        | 2         | 22     | 2      |
| 2008–09           | «Мальорка»        | Примера           | 32        | 1         | 32     | 1      |
| 2009–10           | «Мальорка»        | Примера           | 36        | 1         | 36     | 1      |
| 2010–11           | «Мальорка»        | Примера           | 34        | 0         | 34     | 0      |
| 2011–12           | «Мальорка»        | Примера           | 28        | 1         | 28     | 1      |
| 2012–13           | «Мальорка»        | Примера           | 29        | 1         | 29     | 1      |
| 2013–14           | «Мальорка»        | Сегунда           | 16        | 0         | 16     | 0      |
| 2014–15           | «Мальорка»        | Сегунда           | 15        | 1         | 15     | 1      |
| Усього «Мальорка» | Усього «Мальорка» | Усього «Мальорка» | 190       | 5         | 190    | 5      |
| Усього за кар'єру | Усього за кар'єру | Усього за кар'єру | 466       | 17        | 466    | 17     |

### Тренерська статистика
Станом на 3 лютого 2018
| Команда    | Країна  | З                | По            | Показники | Показники | Показники | Показники | Показники | Показники | Показники | Показники |
| Команда    | Країна  | З                | По            | І         | В         | Н         | П         | ГЗ        | ГП        | ГР        | В %       |
| ---------- | ------- | ---------------- | ------------- | --------- | --------- | --------- | --------- | --------- | --------- | --------- | --------- |
| «Тенерифе» | Іспанія | 5 листопада 2015 | 4 лютого 2018 | 108       | 39        | 40        | 29        | 126       | 106       | +20       | 36,11     |
| Загалом    | Загалом | Загалом          | Загалом       | 108       | 39        | 40        | 29        | 126       | 106       | +20       | 36,11     |

## Титули і досягнення
- Володар Кубка УЄФА (2):

«Севілья»:  2005-2006, 2006-2007
- Володар Суперкубка УЄФА (1):

«Севілья»:  2006
- Володар Кубка Іспанії з футболу (1):

«Севілья»:  2006-2007
- Володар Суперкубка Іспанії з футболу (1):

«Севілья»: 2007